# Buffalo Sabres
A Buffalo Sabres a New York állambeli Buffalo város profi jégkorongcsapata, mely a National Hockey League Keleti főcsoportjában játszik az atlanti divízióban.

## Történelem

### Alapítás
A Buffalo Sabres az 1970–1971-es szezonban csatlakozott az NHL-hez, a Vancouver Canucksszal együtt.
Az első tulajdonosok Seymour Knox és Northrup Knox voltak. Buffalo régóta a hoki melegágya volt. Az akkori AHL-es Buffalo Bisons Calder-kupát nyert (1970). A tulajdonosok a Knoxok új nevet akartak a hokicsapatnak, ezért versenyt írtak ki a megfelelő csapat név miatt. A nyertes választás a Sabres volt. A Knoxok már próbálkoztak 1967-ben is NHL-csapat létrehozásával, akkor az Oakland Sealsszel, de nem jártak sikerrel. A Sabres alapításakor létrehozták saját AHL-es farmcsapatukat a Cincinnati Swordsot.

## Klubrekordok
Pályafutási rekordok (csak a Sabres-szel)
- Legtöbb mérkőzés: 1191, Gilbert Perreault
- Legtöbb gól: 512, Gilbert Perreault
- Legtöbb gólpassz: 814, Gilbert Perreault
- Legtöbb pont: 1326, Gilbert Perreault
- Legtöbb kiállításperc: 3189, Rob Ray

Szezonrekordok
- Legtöbb gól: 76, Alekszandr Gennagyjevics Mogilnij (1992–1993)
- Legtöbb gólpassz: 95, Pat LaFontaine (1992–1993)
- Legtöbb pont: 148, Pat LaFontaine (1992–1993)
- Legtöbb pont (hátvéd): 81, Phil Housley (1989–1990)
- Legtöbb kiállításperc: 354, Rob Ray (1991–1992)

Kapusrekordok - pályafutás
- Legtöbb mérkőzés: 491, Dominik Hašek
- Legtöbb shutout: 55, Dominik Hašek
- Legtöbb győzelem: 235, Ryan Miller

Kapusrekordok - szezon
- Legtöbb mérkőzés: 76, Ryan Miller (2007-08)
- Legtöbb shutout: 13, Dominik Hašek (1997–1998)
- Legtöbb győzelem: 41, Ryan Miller (2009–2010)

## Visszavonultatott mezszámok
- 2 Tim Horton (1996. január 5.)
- 7 Rick Martin (1995. november 15.)
- 11 Gilbert Perreault (1990. október 17.)
- 14 Rene Robert (1995. november 15.)
- 16 Pat LaFontaine (2006. március 3.)
- 18 Danny Gare (2005. november 22.)
- 30 Ryan Miller (2023. január 19.)[1]
- 39 Dominik Hasek (2015. január 13.)[2]